# BanG Dream! FILM LIVE
劇場版「BanG Dream! FILM LIVE」（げきじょうばん「バンドリ！フィルムライブ」）は、2019年9月13日に全国56館の劇場にて公開されたアニメ映画。キャッチコピーは「走り出そう、私達のステージへ！」。アニメーション制作はテレビアニメ2期同様にサンジゲンが担当し、配給はブシロードが務める。
内容は、テレビアニメ『BanG Dream! 2nd Season』のライブシーンをベースとして舞台となるステージを変更し、新規ライブシーンやMCなどを加えた5バンドによる3DCGライブのみの劇場ライブアニメーション作品となる。
2019年11月現在、本作の興行収入は2億円を突破している。
2020年1月4日、AbemaTVにて劇場版「BanG Dream! FILM LIVE」本編が独占放送される。
2021年8月20日には第2作『劇場版「BanG Dream! FILM LIVE 2nd Stage」』が劇場公開され、前作「FILM LIVE」の出演バンドに加え、新規にMorfonicaとRAISE A SUILENが登場した。同作ではアンコールにて複数のバンドによる合同の演奏が行われており、週によって異なる。なお、アンコール楽曲は8月25日発売のCD「劇場版『BanG Dream! FILM LIVE 2nd Stage』Special Songs」に収録された。

## セットリスト

### 第1作
オープニング
「ときめきエクスペリエンス！ -instrumental-」
作詞 - 中村航 / 作曲 - 上松範康 / 編曲 - 藤間仁
挿入歌
「二重の虹（ダブルレインボウ）」
作詞 - 中村航 / 作曲・編曲 - 菊田大介 / 歌 - Poppin'Party
「Happy  Happy Party！」
作詞 - 中村航 / 作曲・編曲 - 藤永龍太郎 / 歌 - Poppin'Party
「Y.O.L.O！！！！！」
作詞 - 織田あすか / 作曲 - 藤田淳平 / 編曲 - 都丸椋太 / 歌 - Afterglow
「Scarlet Sky」
作詞 - 織田あすか / 作曲・編曲 - 岩橋星実 / 歌 - Afterglow
「ON YOUR MARK」
作詞 - 織田あすか / 作曲 - 岩橋星実 / 編曲 - 都丸椋太 / 歌 - Afterglow
「しゅわりん☆どり〜みん」
作詞 - 織田あすか / 作曲・編曲 - 末益涼太 / 歌 - Pastel＊Palettes
「ゆら・ゆらRing-Dong-Dance」
作詞 - 織田あすか / 作曲・編曲 - 菊田大介 / 歌 - Pastel＊Palettes
「きゅ〜まい*flower」
作詞 - 織田あすか / 作曲 - 末益涼太 / 編曲 - 竹田祐介 / 歌 - Pastel＊Palettes
「えがおのオーケストラっ！」
作詞 - 織田あすか / 作曲・編曲 - 藤間仁 / 歌 - ハロー、ハッピーワールド！
「せかいのっびのびトレジャー！」
作詞 - 織田あすか / 作曲・編曲 - 末益涼太 / 歌 - ハロー、ハッピーワールド！
「えがお・シング・あ・ソング」
作詞 - 織田あすか / 作曲・編曲 - 藤間仁 / 歌 - ハロー、ハッピーワールド！
「LOUDER」
作詞 - 織田あすか / 作曲・編曲 - 藤永龍太郎 / 歌 - Roselia
「BLACK SHOUT」
作詞 - 織田あすか / 作曲 - 上松範康 / 編曲 - 藤永龍太郎 / 歌 - Roselia
「FIRE BIRD」
作詞・作曲 - 上松範康 / 編曲 - 藤永龍太郎 / 歌 - Roselia
「Returns」
作詞 - 中村航 / 作曲 - 上松範康 / 編曲 - 藤田淳平 / 歌 - Poppin'Party
「Dreamers Go!」
作詞 - 中村航 / 作曲・編曲 - 菊田大介 / 歌 - Poppin'Party
「BRAVE JEWEL」
作詞 - 織田あすか / 作曲 - 上松範康 / 編曲 - 藤永龍太郎 / 歌 - Roselia
「キズナミュージック♪」
作詞 - 中村航  / 作曲・編曲 - 藤永龍太郎 / 歌 - Poppin'Party
エンディング
「Jumpin'」
作詞 - 中村航 / 作曲 - 上松範康 / 編曲 - 岩橋星実 / 歌 - Poppin'Party

### 第2作
オープニング
「イニシャル」
作詞 - 中村航 / 作曲 - 上松範康 / 編曲 - 藤永龍太郎 / 歌 - Poppin'Party
挿入歌
「STAR BEAT!〜ホシノコドウ〜」
作詞 - 中村航 / 作曲 - 上松範康 / 編曲 - 藤永龍太郎 / 歌 - Poppin'Party
「Daylight -デイライト-」
作詞 - 織田あすか / 作曲 - 上松範康 / 編曲 - 藤田淳平 / 歌 - Morfonica
「ブルームブルーム」
作詞 - 織田あすか / 作曲・編曲 - 藤田淳平 / 歌 - Morfonica:
「ゴーカ!ごーかい!?ファントムシーフ!」
作詞 - 織田あすか / 作曲・編曲 - 藤間仁 / 歌 - ハロー、ハッピーワールド！
「キミがいなくちゃっ！」
作詞 - 織田あすか / 作曲・編曲 - 藤間仁 / 歌 - ハロー、ハッピーワールド！
「うぃーきゃん☆フレフレっ！」
作詞 - 織田あすか / 作曲・編曲 - 藤永龍太郎 / 歌 - ハロー、ハッピーワールド！
「ツナグ、ソラモヨウ」
作詞 - 織田あすか / 作曲・編曲 - 岩橋星実 / 歌 - Afterglow
「Hey-day狂騒曲（カプリチオ）」
作詞 - 織田あすか / 作曲・編曲 - 藤田淳平 / 歌 - Afterglow
「Sasanqua」
作詞 - 織田あすか / 作曲・編曲 - 藤間仁 / 歌 - Afterglow
「天下トーイツA to Z☆」
作詞 - 織田あすか / 作曲・編曲 - 都丸椋太 / 歌 - Pastel＊Palettes
「もういちど ルミナス」
作詞 - 織田あすか / 作曲・編曲 - 末益涼太 / 歌 - Pastel＊Palettes
「ゆめゆめグラデーション」
作詞 - 織田あすか / 作曲・編曲 - 都丸椋太 / 歌 - Pastel＊Palettes
「EXPOSE 'Burn out!!!'」
作詞 - 織田あすか / 作曲・編曲 - 菊田大介 / 歌 - RAISE A SUILEN
「!NVADE SHOW!」
作詞 - 織田あすか / 作曲・編曲 - 藤田淳平 / 歌 - RAISE A SUILEN
「Beautiful Birthday」
作詞 - 織田あすか / 作曲・編曲 - 菊田大介 / 歌 - RAISE A SUILEN
「R」
作詞 - 織田あすか / 作曲 - 上松範康 / 編曲 - 藤永龍太郎 / 歌 - Roselia
「Determination Symphony」
作詞 - 織田あすか / 作曲・編曲 - 藤永龍太郎 / 歌 - Roselia
「Avant-garde HISTORY」
作詞 - 織田あすか / 作曲・編曲 - 藤田淳平 / 歌 - Roselia
「ミライトレイン」
作詞 - 中村航 / 作曲・編曲 - 藤永龍太郎 / 歌 - Poppin'Party
「CiRCLING」
作詞 - 中村航 / 作曲・編曲 - 岩橋星実 / 歌 - Poppin'Party
エンディング
「夢を撃ち抜く瞬間に！」
作詞 - 中村航 / 作曲 - 上松範康 / 編曲 - 竹田祐介 / 歌 - Poppin'Party
アンコール
絆色のアンサンブル
歌 -Poppin'Party×Pastel＊Palettes×Morfonica
競宴Red×Violet
歌 - Roselia×Afterglow
ラスハピーポー！
歌 - RAISE A SUILEN×ハロー、ハッピーワールド！

## 作品背景

### 作品背景（第1作）

#### スタッフ（第1作）
サンジゲン及びウルトラスーパーピクチャーズの代表取締役社長である松浦裕暁が企画プロデューサーを務めた。松浦はPoppin'Partyのデビューシングル「Yes! BanG_Dream!」より「ティアドロップス」までの過去4作品のミュージックビデオにエグゼクティブプロデューサーとして関わり、テレビアニメ第1期CGIコーディネーター、『バンドリ！ガールズバンドパーティ！』第2章MVプロジェクトスーパーバイザー、テレビアニメ第2期の企画などを務めている。
監督はサンジゲンから独立した映像編集専門の株式会社エディッツ所属で映像編集者である梅津朋美。梅津は『バンドリ！ガールズバンドパーティ！』第2章ミュージックビデオで監督・絵コンテ・編集を担当したほか、テレビアニメ第2期のOP絵コンテ・演出・編集、作品全体の編集、第2期の一部絵コンテなどを担当している。
その他、主要スタッフやアニメーション制作会社などは全て『バンドリ！ガールズバンドパーティ！』第2章ミュージックビデオ、テレビアニメ第2期・第3期のスタッフと同様である。

#### 制作（第1作）
梅津は本作のコンセプトについて、「キャラクターがリアルライブをやっていて、視聴者がその世界の観客になれること」であると2021年のリアルサウンドとのインタビューの中で話している。
キャラクターの3DCGモデルはゲームのイラストにできるだけ近づけるという方針が立てられ、細部に至るまで丁寧に再現された。モデル作成に当たっては、立ち絵だけでなく、キャラクターを別の角度から見る形でデザインの確認が行われた。
映画本編においては、ライブ後の楽屋裏の場面の描写にも力がそそがれており、アニメ!アニメ!の高橋克則は「楽屋裏ではメンバーがコミュニケーションを取る姿も描かれており、それぞれの関係性が垣間見られるというファン心をくすぐる名シーンになっている[後略]」と表現している。その一方、本作に登場する人数が多いため、カメラとキャラクターの位置を把握しやすくするため、アニメーションの制作に当たっては楽屋全体の見取り図が用意されたほか、アンコール後に登場人物たちが再登壇して整列する場面でも同じ措置が取られた。
サンジゲンの松浦は、ライブ終了に合わせてキャラクターが楽屋裏へ行く様子に長回しを用いた理由について、「ライブというキラキラとした魅せる場所から、一瞬オフに入るという、ひと続きの感じを見せたかった」と、『あにつく2019』での上映会後に行われたトークセッションにて話している。その一方で、梅津は「リアルライブ」という割にはバンドごとの転換の時間があまりなく、その点がリアルではなかったと2021年のインタビューの中で話している。

### 作品背景（第2作）
制作にあたっては、前作『BanG Dream! FILM LIVE』の反省としていくつか改善が施された。前述のバンドごとの転換の時間が短いことへの解決策としては複数の会場を用意してそれぞれを中継でつなげるという案もあったが、これではライブの熱気をつなげることが困難であるため、最終的には前作よりも大きな会場にする案が取られた。。同様の理由からステージ周りの描きこみも前作より強化された。その一例として、曲間で給水していることを暗喩するために、ステージ上に水の入ったペットボトルを置かれている。また前作では制作上の都合から観客の動きが一定にしか動けておらず、曲と動きがあっていない例もあったため、今回はサンジゲン社内でリアルバンドのライブを見た者に観客役としてモーションキャプチャーで観動きを収録する方法が取られた。MCパートについても注意が払われており、MC抜きでサプライズ的につなぐ方がバンドの個性に合っている場合はMCパートなしでそのまま始まることもあった。
前作のパフォーマンスの場面においてはスタジオテイク音源を流用していたのに対し、今作ではリアルバンドによる過去のライブ音源を5.1chにリミックスしたものが採用され、迫力のあるサウンドに仕上がった。また、演奏や振り付けも実際のライブの時のものが元になっている。なお、Aftergrow等リアルバンド形式でないユニットについてはどのように音源を運用しているかは明言されていない。
一方、梅津は5.1chリミックス音源が用いられると知った際、映像が音に負けてしまうという懸念から、試行錯誤の末に、カメラワークやキャラクターの表情の多様化、ならびにブレやボケを臨場感を表現する要素として取り入れた。
アンコールは7組のバンドが3つのチームに分かれて演奏するという内容であり、週によって異なる。同作で音楽プロデューサーを務めた藤田淳平は、各バンドの個性が引き立つようにアンコール楽曲を作ったと先行上映会の中で明かしている。うち、Poppin’Party、Pastel＊Palettes、Morfonicaの3組による「絆色のアンサンブル」はシリーズのテーマである「絆」や「つながり」を彼女たちによるアンサンブルで歌い上げた内容となっている。一方、RAISE A SUILENとハロー、ハッピーワールド！による「ラスハピーポー！」では、双方のボーカルによってメロディが異なるという特徴がある。また、「競宴Red×Violet」は作中ではライバル同士と位置付けられているRoseliaとAfterglowのぶつかり合いが描かれている。

## プロモーション
2019年3月28日放送のテレビアニメ2期最終回地上波放送終了後にCMにて劇場アニメ化が発表された。同年5月19日、Poppin’Party×SILENT SIREN対バンライブ『NO GIRL NO CRY』にて「二重の虹」のライブシーンが先行公開された。同年6月8日、『ガルパーティ！&スタリラ祭 2019 in 池袋』開会式にてスタッフ、キャスト、公開日、公開劇場、予告編が公開された。
2019年7月3日にはユナイテッド・シネマ豊洲にてキャスト登壇によるプレミア先行上映イベントが開催。全国14館の映画館にてライブビューイングが行われた。2019年9月5日・12日には『バンドリ！TV 劇場版「BanG Dream! FILM LIVE」公開直前スペシャル』がTOKYO MX・サンテレビにて放送、YouTubeにて配信された。 2019年9月10日より、アプリゲーム『バンドリ! ガールズバンドパーティ!』にて、作中のライブシーンがミュージックビデオとして順次追加される。
2019年9月13日より全国56館で上映開始。上映には通常上映回と応援上映回の2種類の上映パターンがある。応援上映回では声援やコール、拍手、ペンライトを振るなど実際のライブと同様に映画を視聴できる。上映開始から約1か月半の期間にて全国の劇場にてキャスト陣による舞台挨拶ツアーが実施された。舞台挨拶が行われる上映は全日程が応援上映回となる。
10月25日には全国22館にて新たに追加上映が決定した。

## スタッフ
|                                                        | 第1作                         | 第2作                                                                                             |
| ------------------------------------------------------ | ----------------------------- | ------------------------------------------------------------------------------------------------- |
| 原作・配給                                             | ブシロード                    | ブシロード                                                                                        |
| 製作総指揮                                             | 木谷高明                      | 木谷高明                                                                                          |
| 企画プロデューサー                                     | 松浦裕暁                      | 松浦裕暁                                                                                          |
| ストーリー原案                                         | 中村航                        | 中村航                                                                                            |
| 監督                                                   | 梅津朋美                      | 梅津朋美                                                                                          |
| 脚本スーパーバイザー ・脚本監修（第1作） 脚本（第2作） | 綾奈ゆにこ、西野裕子          | 柿本広大                                                                                          |
| 絵コンテ                                               | 梅津朋美、三村厚史、植高正典  | 梅津朋美、森田紘吏、島原樹也 林翔子、藤田健太、高橋直希 日髙初美、ささきけんた、大峰誠也 土門健一 |
| キャラクター原案                                       | ひと和、Craft Egg             | ひと和、Craft Egg                                                                                 |
| アニメーション キャラクターデザイン                    | 植田和幸                      | 植田和幸                                                                                          |
| CGスーパーバイザー                                     | 三村厚史                      | 森田紘吏                                                                                          |
| モデリング ディレクター                                | 武内泰久                      | 岩市渉、原岡大輔、長谷井麻衣 山田多樹、武内泰久、榊原大成                                         |
| リギングディレクター                                   | 矢代奈津子                    | 柏木亨、矢代奈津子                                                                                |
| 色彩設計                                               | 北川順子                      | 北川順子                                                                                          |
| 撮影監督                                               | 井上麻梨                      | 井上麻梨                                                                                          |
| 美術監督                                               | 岡本綾乃                      | 牧野裕樹                                                                                          |
| 音響監督                                               | 飯田里樹                      | 飯田里樹                                                                                          |
| 音楽プロデューサー                                     | 上松範康、藤田淳平            | 上松範康、藤田淳平                                                                                |
| 音楽                                                   | Elements Garden               | Elements Garden                                                                                   |
| アニメーション制作                                     | サンジゲン                    | サンジゲン                                                                                        |
| 製作                                                   | BanG Dream! FILM LIVE Project | BanG Dream! FILM LIVE Project                                                                     |